# Мауэркирхен
Мауэркирхен (нем. Mauerkirchen) — город, окружной центр в Австрии, в федеральной земле Верхняя Австрия.
Входит в состав округа Браунау-ам-Инн. Площадь города составляет 3,09 км², население — 2539 человек (1 января 2021), плотность населения — 813 чел./км². Официальный код — 40422.

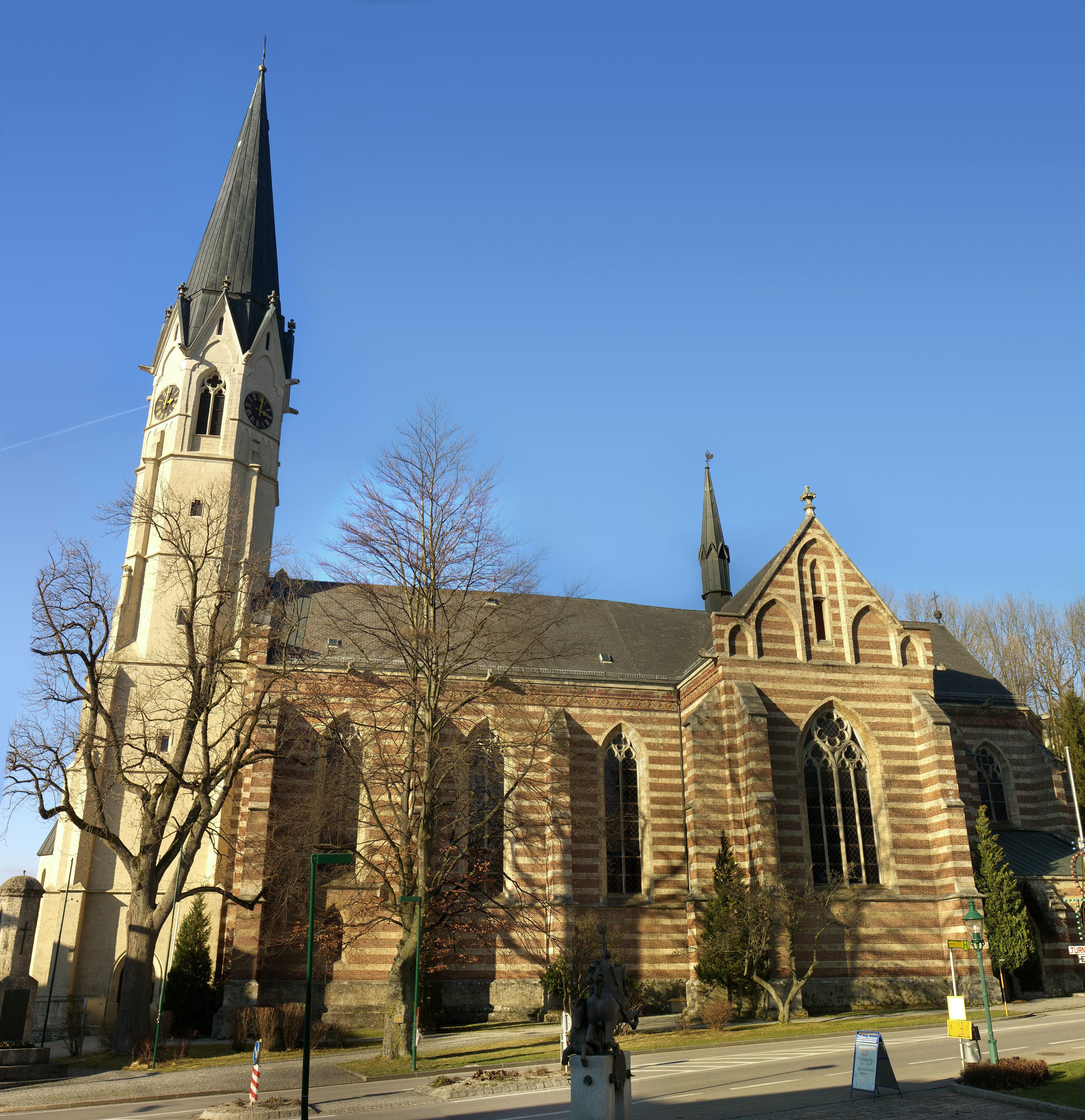
Церковь

## Политическая ситуация
Бургомистр коммуны — Дитмар Флах (СДПА) по результатам выборов 2003 года.
Совет представителей коммуны (нем. Gemeinderat) состоит из 25 мест.
- СДПА занимает 15 мест.
- АНП занимает 8 мест.
- АПС занимает 2 места.